# Prestebakke Station
Prestebakke Station (Prestebakke stasjon) var en jernbanestation, der lå i Prestebakke i Halden kommune på Østfoldbanen i Norge.
Stationen åbnede 25. juli 1879 under navnet Præstebakke men skiftede navn til Prestebakke i april 1921. Betjeningen med persontog ophørte 30. maj 1965, krydsningssporet blev fjernet 7. oktober 1968, og 17. marts 1969 blev stationen gjort ubemandet. Stationen er nu nedlagt. Den lå 158,66 km fra Oslo S.
Stationsbygningen er opført i gulmalet træ i schweizerstil efter tegninger af Peter Andreas Blix. Stationsbygning, pakhus, sporanlæg, toiletbygning og haveanlæg er fredet af Riksantikvaren.